# 3422 Reid
A 3422 Reid (ideiglenes jelöléssel 1978 OJ) a Naprendszer kisbolygóövében található aszteroida. Perthi Obszervatórium fedezte fel 1978. július 28-án.